# Listen HEART!
『Listen HEART!』（リッスンハート）は、2010年4月11日から2011年4月3日まで、毎週日曜日にTBSラジオで放送されたラジオ番組。DJは濱田マリ。

## 放送時間
- 2010年4月11日 - 2010年5月30日 : 18:30-21:00(JST)
- 2010年6月6日 - 2010年10月3日 : 18:00-21:00(JST)
- 2010年10月10日 - 2011年4月3日 : 18:00-20:00(JST)
  - 開始以来、19:00まではTBSのみの関東ローカル。19:00からJRNネット枠。全国共通スポンサーが付かないローカルセールス枠のため、地域・週により自社制作特番に差し替えとなる場合あり。また制作局TBSがナイター中継を行う週は裏送りで放送。

なお、2011年3月13日は大震災に伴う緊急報道特別番組で休止となった。

## タイムテーブル
2010年9月までのもの。
- 18:00 - グランドオープニング
- 18:52 - 交通情報・天気予報
- 19:00 - 7時オープニング
- 19:10 - チェック・ザ・プレイリスト
- 19:53 - ローカル枠（TBSラジオでは、交通情報・天気予報）
- 20:00 - 8時オープニング
- 20:10 - マリ'sリビング
- 20:30 - Listen OTTAVA
- 20:53 - ローカル枠（TBSラジオでは、TBSニュース・天気予報・交通情報）
- 20:56 - エンディング

## 後期ネット局
2010年ナイターシーズンオフは、クロスネット局の多くが「ラジオふるさと便」（文化放送）のネットを優先するのと、放送時間が20時までになったため、本番組のネット局は大幅に削減された。両局ともに19時台のみ放送。
- CBC 中部日本放送（現・CBCラジオ） - 2010年ナイターシーズンは19時台のみネット。「中日新聞ニュース」のため19:53-19:55中断、ナイターシーズン中はプロ野球中日戦ナイター（ヤクルト戦ビジター除く）を放送する場合がある。また10月以降、制作局のTBS以外では唯一土曜日の『Listen SOUL!』と両方をネットしていた。
- RBC 琉球放送 - 2010年ナイターシーズンは19時台と20時台をネット。プロ野球日本シリーズ開催当日（10月31日と11月7日）については、TBSとCBCがそちらを優先する関係で、本番組は事実上の沖縄ローカル番組として放送された。その旨を11月14日の18時台（関東ローカルパート）で濱田が説明し、RBCで限定放送された番組内容の一部がTBSで改めて放送された。

## 前期ネット局
南海放送以外は2010年ナイターオフ期に「ラジオふるさと便」をネットする。

### 19時台・20時台をネット
- ABS 秋田放送
- YBC 山形放送
- RFC ラジオ福島
- BSN 新潟放送
- SBC 信越放送
- YBS 山梨放送
- KNB 北日本放送
- MRO 北陸放送
- FBC 福井放送
- WBS 和歌山放送
- NBC 長崎放送
- OBS 大分放送
- RKK 熊本放送
- MBC 南日本放送

### 20時台のみネット
★印は18:00〜20:00に「中四国ライブネット」を放送していた。
- RAB 青森放送
- IBC IBC岩手放送
- SBS 静岡放送
- BSS 山陰放送★
- RSK 山陽放送★ - 時折サッカー中継(ファジアーノ岡山戦)のため休止になることがあった。
- RCC 中国放送★ - プロ野球広島戦ナイターを放送する場合があった
- KRY 山口放送★
- RNC 西日本放送★
- JRT 四国放送★
- RNB 南海放送★ - 2010年ナイターオフ期は自社番組「ひめキュン生ラジオ缶」を放送
- RKC 高知放送★

## テーマソング
- Please Please（i-dep）